# Nina Reistad
Nina Reistad, född 1960 i Narvik i Norge, är en fysiker och docent, verksam vid Lunds universitet. 
Reistad är utbildad elingenjör. Hon disputerade i experimentell fysik 1987 vid Lunds universitet och var då den yngsta i Sverige att göra detta. Hon har haft ett flertal ledande poster vid Lunds universitet, senast som programledare för civilingenjörsprogrammet i Industriell ekonomi (I-programmet). Hon har även tilldelats Lunds tekniska högskolas teknologkårs pedagogiska pris sju år i rad.

## Biografi
Reistad utbildade sig till elingenjör och studerade matematik och fysik på Lunds universitet samt i England. 1987 disputerade Reistad med avhandlingen ”Radiative transition probabilities of ions with emphasis on isoelectronic regularities”,  fritt översatt ” Radiativa övergångssannolikheter av joner med betoning på isoelektroniska regelbundenheter”. Efter sin doktorsexamen var Reistad den första anställda vid det då nystartade CERTEC, avdelningen för rehabiliteringsteknik vid Lunds universitet.
Reistad rekryterades för att bygga upp Lunds tekniska högskolas civilingenjörsprogram i Datateknik i början av 80-talet. När programmet för ekosystemteknik (W-programmet) skulle startas upp på LTH 1998 var Reistad en del av projektet och undervisade senare W-studenterna i fysik. För sina insatser på Datateknik belönades hon senare med utnämningen till hedersledamot i D-sektionen i LTH:s teknologkår. Reistad var programledare för civilingenjörsprogrammet i Industriell ekonomi (I-programmet) 2007–2012. Under sin tid på posten reformerade och moderniserade Reistad I-programmet i samband med Bolognaprocessens inträde. När hon lämnade sin post våren 2012 var I-programmet i Lund Sveriges mest sökta civilingenjörsprogram. Som tack för sina insatser för I-programmet utnämndes Reistad till hedersmedlem i I-sektionen vid Lunds tekniska högskolas teknologkår.
Reistad tilldelades 19 oktober 2012 Lunds universitets pedagogiska pris för framstående insatser i utbildningen. Hon har också blivit utsedd till LTH:s bästa lärare sju år i rad.
2004- 2007 var Reistad styrelseledamot i Fysikersamfundets sektion Kvinnor i Fysik.
Reistad utsågs som första kvinna på 350 år till Inspector på Wermlands nation i Lund.

## Publicerade verk i urval
- Radiative transition probabilities of ions with emphasis on isoelectronic regularities. Doktorsavhandling, Lunds Universitet (1987)[2]
- Experimentell fysik. Studentlitteratur (1987) Skriven tillsammans med Bodil Jönsson[7]
- Börja med MatLab. Studentlitteratur (2002)
- System för kvalitetssäkring av allmän ingenjörskompetens inom civilingenjörsprogrammet i Ekosystemteknik vid Lunds Tekniska Högskola. Utbildningsnämnden för Ekosystemteknik, LTH (2004)
- Energi- och miljöfysik. Studentlitteratur (2011)